# Prevala
Prevala (2.067 m) je gorski preval (sedlo) v Kaninskem pogorju med Prestreljenikom (2.499 m) in Lopo (2.196 m), točneje med Prestreljeniškim Vršičem (2.262 m) in Vršiči pod Lopo (2.196 m), ki povezuje Soško dolino (Bovec) z Jezersko dolino (Val Rio di Lago) in Reklanico (Canale di Raccolana) v Italiji. 
V prvi svetovni vojni je bila čez Prevalo speljana italijanska vojaška oskrbovalna pot. 

## Dostopi
- z zgornje postaje kaninske žičnice
- iz Bovca čez planino Krnico
- s postaje B kaninske žičnice čez planino Krnico
- z Na Žlebeh (Sella Nevea, Italija, 1.195 m)
- z Rombona (2.208 m) preko Vrha Ribežnov (2.024 m)

## Zemljevid
- Julijske Alpe, zahodni del, 1:50.000